# Optymalizacja reakcji PCR
Optymalizacja reakcji PCR – reakcja łańcuchowa polimerazy (PCR) jest jednym z najczęściej wykorzystywanych narzędzi w biologii molekularnej, która umożliwia amplifikację materiału genetycznego. PCR jest niezwykle czułą metodą, przy której należy uważać aby materiał nie został zanieczyszczony. W celu osiągnięcia dokładniejszych wyników, poprawy wydajności i uniknięcia błędów laboratoryjnych wykonuje się optymalizację. Optymalizacja polega na dobraniu optymalnych warunków dostosowanych do potrzeb doświadczenia.
- STARTERY

Startery muszą być odpowiednio zaprojektowane w taki sposób, aby nie tworzyły dimerów i struktur drugorzędowych. Projektując startery należy pamiętać, że optymalne startery zawierają 40–60% zasad G+C. Odpowiednie stężenie wybiera się, przeprowadzając wiele reakcji i porównując wyniki, najczęściej jednak stosuje się 50 pikomoli na 50 mikrolitrów reakcji.
- JONY MG2+

Ustalenie stężenia jonów magnezowych, wchodzących w skład kompleksu wraz z dNTPami, starterami i matrycowym DNA jest bardzo ważne, ponieważ magnez jest kofaktorem polimerazy Taq, a określenie optymalnego stężenia jest kluczowe dla powodzenia rekcji. Zbyt wysokie stężenie jonów skutkuje wytworzeniem produktów niespecyficznych i może prowadzić do wzmożonych pomyłek polimerazy. Zbyt niskie stężenie powoduje obniżenie wydajności reakcji. Optymalne stężenie wyznacza się doświadczalnie przeprowadzając szereg prób o różnych stężeniach.
- Deoksynukleotydy dNTP

Deoksynukleotydy muszą być zastosowane w odpowiedniej proporcji, ponieważ jej zaburzenie może spowodować błędy podczas wbudowywania ich do nowo utworzonej nici. DNTPy mają właściwość wiązania jonów magnezu i obniżanie ich stężenia w roztworze. Zbyt wysokie stężenie może doprowadzić do zahamowania reakcji.